# Маурисио Енао
Маурисио Енао (на испански: Mauricio Hénao) е колумбийски актьор и модел. По-известен е с ролята си на Мишел Бертоул в теленовелата „Призракът на Елена“.

## Биография
Роден е на 16 февруари 1987 г. в колумбийския град Армения. До 12 години живее в Колумбия след това заедно с майка си и двамата си братя се премества в Ню Йорк, САЩ, за да се фокусира върху кариерата си на модел. Когато е на 25 години заживява в Мексико заради актьорската професия.

## Кариера
Първата му роля е в римейка на чилийската теленовела „Къде е Елиса ?“ със същото име. Там си партнира с актьори като Соня Смит и Габриел Порас. Получава ролята на Едуардо Касерес – син на героинята на Катрин Сиачоке и героя на Роберто Матеос. След това участва в теленовелата „Призракът на Елена“, където се превъплъщава в ролята на младия Мишел и си партнира с Елизабет Гутиерес, Сегундо Сернадас, Кати Барбери, Ана Лайевска и много други. Участва в теленовелата „Сърцето ми настоява“ (2011) с Кармен Виялобос и Жанкарлос Канела. През периода от 2011 до 2013 г. се снима в младежкия сериал на Nickelodeon Latinoamerica – „Грачи“, заедно с Исабела Кастийо и Кимбърли дос Рамос. Играе двойна роля в теленовелата „Последна година“. Последната му роля е в продукцията на Телемундо – „Паралелни животи“.

## Филмография
- Наследството (2022) – Матео дел Монте Аранго
- Бети в Ню Йорк (2019) – Фабио
- Госпожа Асеро (2015/2016) – Хосе Анхел
- Самозванка (2013/14) – Хорхе Алтамира
- Бурята (2013) - Валентин[1]
- Паралелни животи (2013) – Джулиано
- Последна година (2012) – Мартин Санторо/Томас Руис Галан
- Грачи (2011/13) – Антонио „Тони“ Гордийо
- Сърцето ми настоява (2011) – Даниел Сантакрус Паласиос
- Призракът на Елена (2010) – Мишел Бертоул
- Къде е Елиса? (2010) – Едуардо Касерес

## Награди
През 2012 г. е номиниран на наградите „Miami Life Awards“ и „Kids Choise Awards“ в категорията „Актьор в поддържаща роля“ съответно за ролите в теленовелите „Сърцето ми настоява“ и „Грачи“.